# Xysticus luctans
Xysticus luctans là một loài nhện trong họ Thomisidae.
Loài này thuộc chi Xysticus. Xysticus luctans được Carl Ludwig Koch miêu tả năm 1845.